# Wiesław Choms
Wiesław Choms (ur. 25 lutego 1913 w Petersburgu - zm. 14 sierpnia 1941) – porucznik pilot Wojska Polskiego.

## Życiorys
Absolwent Szkoły Podchorążych Lotnictwa w Dęblinie (XII promocja, 155. lokata). 13 września 1939 został mianowany na stopień podporucznika ze starszeństwem z 1 sierpnia 1939 w korpusie oficerów lotnictwa, grupa liniowa.
W wojnie obronnej Polski brał udział jako pilot 161 eskadry myśliwskiej przydzielonej do Armii "Łódź".
Po kampanii wrześniowej przedostał się do Francji. Od maja do czerwca 1940 roku walczył w kluczu obrony bazy Chateeautaux. Po klęsce Francji przedostał się do Wielkiej Brytanii. Wstąpił do RAF, otrzymał numer służbowy P-0398. Od stycznia do marca 1941 roku odbywał przeszkolenie w 25 EFTS,  a następnie od kwietnia do czerwca w 55 OTU. Po ukończeniu szkolenia został skierowany do służby w 306 dywizjonie myśliwskim stacjonującym w Northolt.
14 sierpnia 1941, w ramach operacji Cicus 73, leciał w osłonie bombowców na Supermarine Spitfire IIb (nr ser. P 8473, znaki UZ-P). Nad celem w St. Omer we Francji został zaatakowany przez myśliwce niemieckie i zestrzelony. W tym samym czasie zginęli również inni piloci osłony - kapitan Jerzy Zaremba oraz sierżant Stanisław Zięba.

## Odznaczenia
Za swą służbę w polskim lotnictwie otrzymał odznaczenia:
- Krzyż Walecznych
- Medal Lotniczy